# Haemonchus contortus
Haemonchus contortus, là loại ký sinh trùng rất phổ biến và là một trong những loài giun tròn gây bệnh nhiều nhất ở động vật nhai lại. Giun trưởng thành gắn vào niêm mạc dạ dày múi khế và đường ăn uống truyền vào máu. Ký sinh trùng này chịu trách nhiệm cho tình trạng thiếu máu, phù nề, và tử vong ở cừu và dê nhiễm bệnh, chủ yếu trong những tháng mùa hè ở nơi khí hậu nóng ẩm.